# Leptophryne cruentata
Cóc chảy máu cũng gọi là Leptophryne cruentata (tên tiếng Anh: cóc lửa) là một loài cóc đặc hữu của Indonesia. Loài này được liệt kê vào danh mục các loài bị đe dọa do số lượng quần thể giảm nghiêm trọng một phần do vụ phun trào của núi Galunggung vào năm 1982.